# Phù Lưu Tế
Phù Lưu Tế là một xã thuộc huyện Mỹ Đức, thành phố Hà Nội, Việt Nam.

## Địa lý
Xã có diện tích 6,71 km², dân số năm 2024 là khoảng hơn 9.000 người, mật độ dân số đạt khoảng 1.341 người/km². Phù Lưu Tế là một xã nằm gần trung tâm huyện Mỹ Đức. Phía bắc giáp xã Xuy Xá, phía đông giáp xã Phùng Xá và sông Đáy, phía nam giáp thị trấn Đại Nghĩa, phía Tây giáp xã Hợp Tiến. Xã có địa hình đồng bằng. Xã có 10 thôn: Thôn 1, thôn 2.... thôn 10 (trước đây là 3 thôn thượng, thôn trung, thôn hạ và 10 đội).